# 에스테르 엑스포시토
에스테르 엑스포시토(Ester Expósito, 2000년 1월 26일 ~ )는 스페인의 배우, 모델이다. 넷플릭스 드라마 《엘리트들》의 카를라 호손 역으로 유명하다.